# Slaveykov Peak
Slaveykov Peak är en bergstopp i Antarktis. Den ligger i Sydshetlandsöarna. Argentina, Chile och Storbritannien gör anspråk på området. Toppen på Slaveykov Peak är 1 855 meter över havet. Slaveykov Peak ingår i Imeon Range.
Terrängen runt Slaveykov Peak är varierad. Havet är nära Slaveykov Peak åt nordväst. Trakten är obefolkad. Det finns inga samhällen i närheten. 